# Ernst Strehlke
Ernst Strehlke (ur. 1834, zm. 1869) – niemiecki historyk, jeden z redaktorów historii Prus Scriptores Rerum Prussicarum.